# Station Essen
Voor het Duitse station, zie Essen Hauptbahnhof.
Station Essen is, vanuit Antwerpen bekeken, het laatste spoorwegstation langs lijn 12 voor de Nederlandse grens en het meest noordelijk gelegen spoorwegstation van België. Het station in Essen was ooit het belangrijkste grensstation tussen België en Nederland. Omdat hier de douaneformaliteiten werden vervuld voor grensoverschrijdend verkeer zijn er veel afstelsporen.
Sinds 1 maart 2024 zijn de loketten van dit station enkel in de week geopend tussen 7 en 14.15 uur.

## Stationsgebouw
Het huidige stationsgebouw dateert van 1901 en werd gebouwd in eclectische stijl, met een metalen ondersteuning en veel natuursteen. De naastliggende douaneloods dateert uit dezelfde periode. Bij dit grensstation waren sinds 1896 ook quarantainestallen waarin tot de jaren 1970 vooral vetvee via een speciale loskade in quarantaine werd geplaatst om de dieren te controleren op besmettelijke ziekten. In 1994 werden de in het noordwesten van het station gelegen quarantainestallen op de scherpe hoek tussen de huidige straten Grensstraat en Hemelrijk wettelijk beschermd als monument. Tussen de douaneloods en de quarantainestallen is nog een gedeelte van de laad- en loskade te zien waar het vee van de trein werd af- en opgeladen.

## Treindienst
| Serie       | Treinsoort               | Route                                                             | Bijzonderheden             |
| ----------- | ------------------------ | ----------------------------------------------------------------- | -------------------------- |
| IC 07       | Intercity (NMBS)         | Charleroi-Centraal – Brussel-Zuid – Antwerpen-Centraal – Essen    | Rijdt alleen op werkdagen. |
| S 32 2350   | S-trein Antwerpen (NMBS) | Puurs – Antwerpen-Centraal – Essen                                | Rijdt alleen op werkdagen. |
| S 32 2550   | S-trein Antwerpen (NMBS) | Puurs – Antwerpen-Centraal – Essen – Roosendaal                   |                            |
| P 7200/8200 | Piekuurtrein (NMBS)      | Roosendaal – Essen – Antwerpen-Centraal                           | Rijdt alleen op werkdagen. |
| P 8220      | Piekuurtrein (NMBS)      | [ Hamont – ] / [ Essen – Antwerpen-Centraal – ] Leuven – Heverlee | Een trein op zondagavond.  |

## Galerij

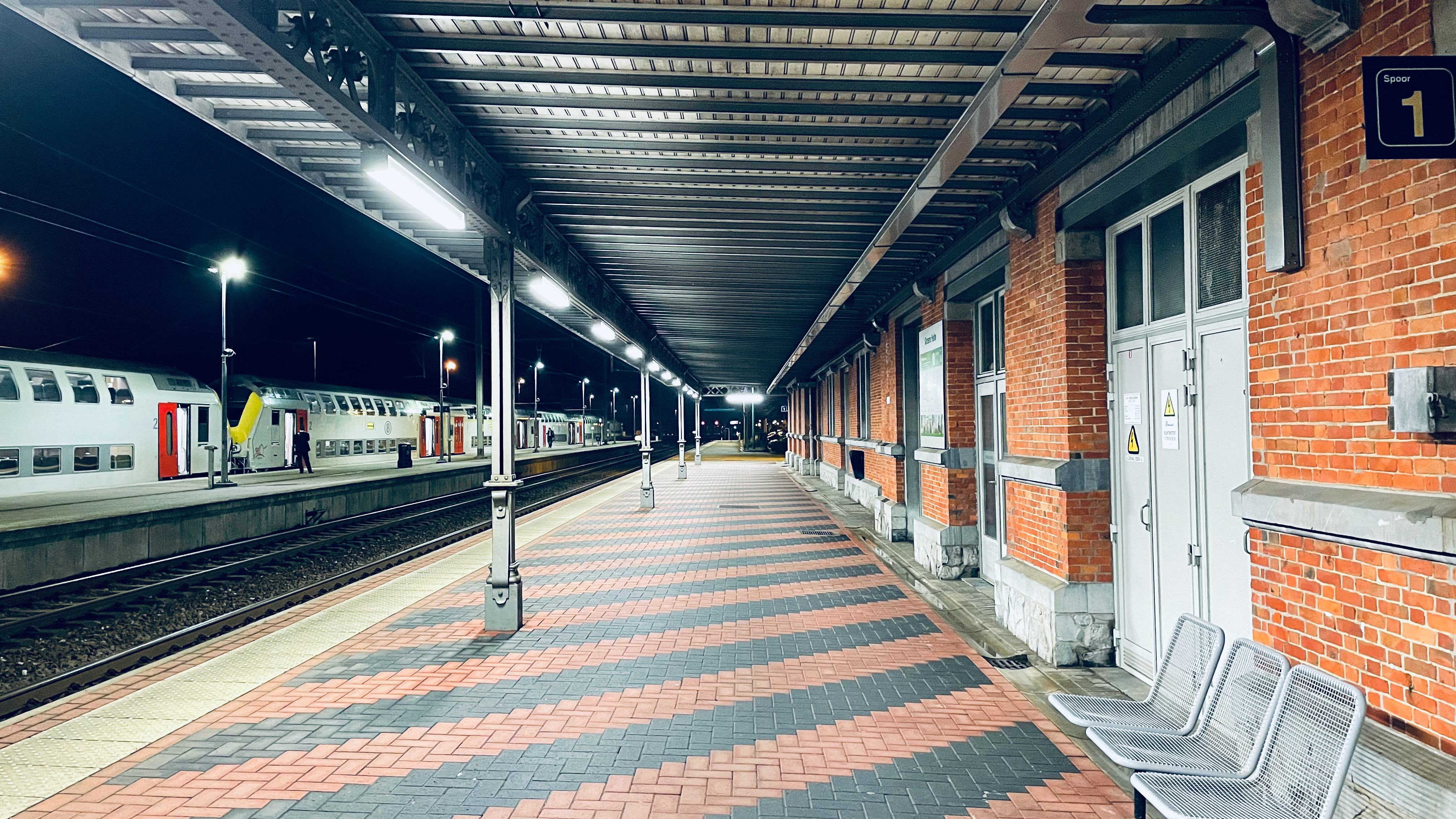
Zicht op de perrons
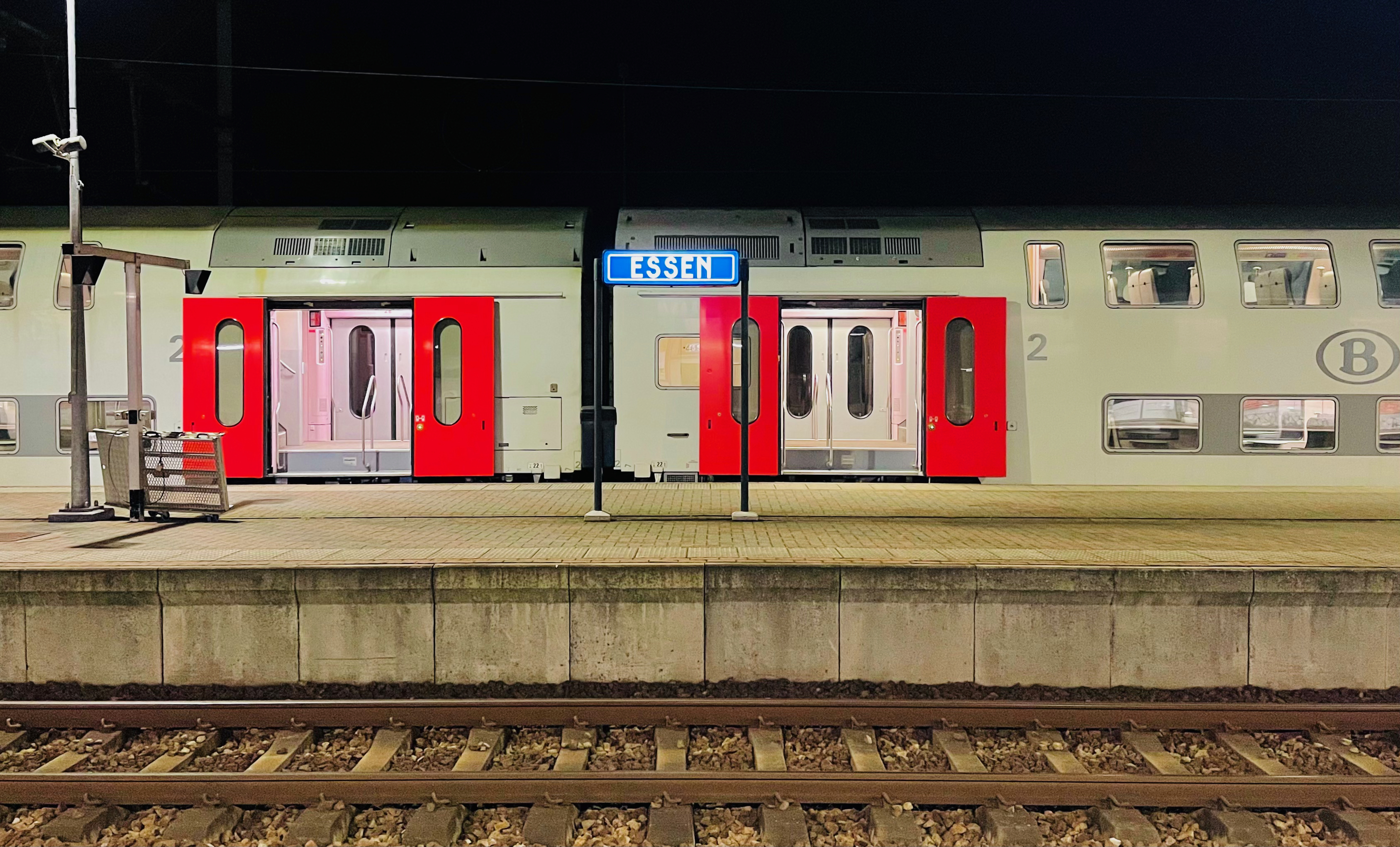
Naambord op een perron
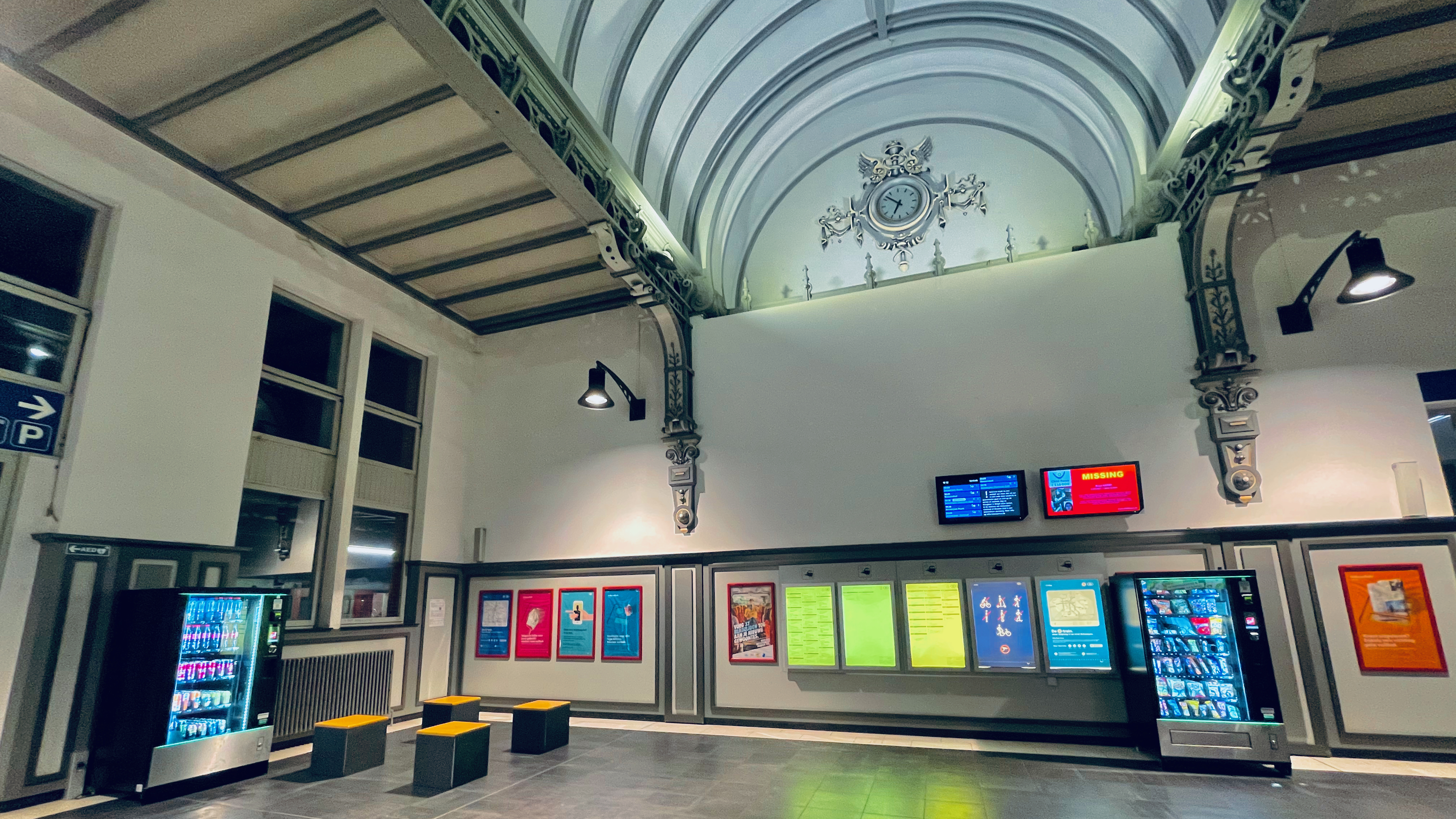
De wachtzaal
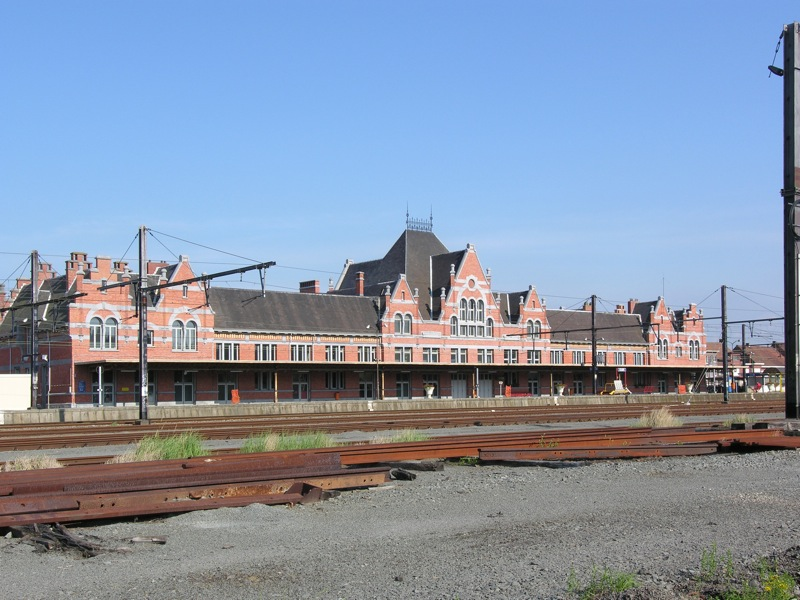
Het stationsgebouw

## Reizigerstellingen
De grafiek en tabel geven het gemiddeld aantal instappende reizigers weer op een week-, zater- en zondag.
| Tabel: aantal instappende reizigers station Essen | Tabel: aantal instappende reizigers station Essen | Tabel: aantal instappende reizigers station Essen | Tabel: aantal instappende reizigers station Essen |
|                                                   | Weekdag                                           | Zaterdag                                          | Zondag                                            |
| ------------------------------------------------- | ------------------------------------------------- | ------------------------------------------------- | ------------------------------------------------- |
| 1977                                              | 1 378                                             | 397                                               | 418                                               |
| 1978                                              | 1 380                                             | 399                                               | 333                                               |
| 1979                                              | 1 231                                             | 337                                               | 316                                               |
| 1980                                              | 1 214                                             | 426                                               | 322                                               |
| 1981                                              | 1 218                                             | 389                                               | 297                                               |
| 1982                                              | 1 367                                             | 416                                               | 361                                               |
| 1983                                              | 1 400                                             | 347                                               | 308                                               |
| 1984                                              | 1 082                                             | 195                                               | 182                                               |
| 1985                                              | 1 289                                             | 307                                               | 309                                               |
| 1986                                              | 1 085                                             | 358                                               | 278                                               |
| 1987                                              | 1 160                                             | 369                                               | 308                                               |
| 1988                                              | 1 258                                             | 420                                               | 330                                               |
| 1989                                              | 1 033                                             | 399                                               | 309                                               |
| 1990                                              | 995                                               | 364                                               | 410                                               |
| 1991                                              | 1 089                                             | 338                                               | 364                                               |
| 1992                                              | 1 267                                             | 380                                               | 382                                               |
| 1993                                              | 967                                               | 425                                               | 344                                               |
| 1994                                              | 1 028                                             | 520                                               | 422                                               |
| 1995                                              | 975                                               | 299                                               | 309                                               |
| 1996                                              | 983                                               | 327                                               | 219                                               |
| 1997                                              | 1 158                                             | 286                                               | 316                                               |
| 1998                                              | 1 398                                             | 298                                               | 244                                               |
| 1999                                              | 904                                               | 283                                               | 201                                               |
| 2000                                              | 995                                               | 284                                               | 216                                               |
| 2001                                              | 948                                               | 252                                               | 233                                               |
| 2002                                              | 936                                               | 270                                               | 254                                               |
| 2003                                              | 968                                               | 290                                               | 328                                               |
| 2004                                              | 1 025                                             | 402                                               | 320                                               |
| 2005                                              | 1 051                                             | 460                                               | 384                                               |
| 2006                                              | 1 178                                             | 477                                               | 496                                               |
| 2007                                              | 1 026                                             | 411                                               | 404                                               |
| 2008                                              | -                                                 | -                                                 | -                                                 |
| 2009                                              | 1 278                                             | 487                                               | 388                                               |
| 2010                                              | -                                                 | -                                                 | -                                                 |
| 2011                                              | -                                                 | -                                                 | -                                                 |
| 2012                                              | 1 386                                             | 494                                               | 372                                               |
| 2013                                              | 1 083                                             | 483                                               | 326                                               |
| 2014                                              | 1 199                                             | 543                                               | 422                                               |
| 2015                                              | 915                                               | 395                                               | 355                                               |
| 2016                                              | 960                                               | 226                                               | 249                                               |
| 2017                                              | 1 204                                             | 449                                               | 436                                               |
| 2018                                              | 1 577                                             | 1 192                                             | 988                                               |
| 2019                                              | 1 668                                             | 491                                               | 442                                               |
| 2020                                              | 871                                               | 346                                               | 381                                               |
| 2021                                              | -                                                 | -                                                 | -                                                 |
| 2022                                              | 1 135                                             | 351                                               | 378                                               |
| 2023                                              | 1 161                                             | 405                                               | 355                                               |
| 2024                                              | 1 330                                             | 421                                               | 453                                               |

0,0: Antwerpen-Centraal ·
2,3: Antwerpen-Oost ·
3,4: Borgerhout ·
5,8: Antwerpen-Dam ·
8,3: Antwerpen-Luchtbal ·
9,1: Antwerpen-Noorderdokken ·
11,4: Ekeren ·
12,5: Sint-Mariaburg ·
13,8: Heikestraat ·
15,0: Kapellen ·
19,0: Kapellenbos ·
21,0: Heide ·
22,7: Kijkuit ·
24,0: Kalmthout ·
28,1: Wildert ·
32,1: Essen ·
23,0: Roosendaal ·
15,6: Oudenbosch ·
7,5: Zevenbergen ·
0,0: Moerdijk AR ·
0,0: Lage Zwaluwe